# NGC 3855
NGC 3855 é uma galáxia espiral barrada (SBb) localizada na direcção da constelação de Ursa Major. Possui uma declinação de +33° 21' 21" e uma ascensão recta de 11 horas, 44 minutos e 25,8 segundos.
A galáxia NGC 3855 foi descoberta em 8 de Maio de 1864 por Heinrich Louis d'Arrest.